# Hey You (píseň, Pink Floyd)
„Hey You“ je skladba skupiny Pink Floyd. Jedná se o první skladbu z druhého disku dvojalba The Wall z roku 1979. Skladba byla použita například ve filmu Na doraz (v anglickém originále Due Date) z roku 2010.